# 幾久公園
幾久公園（いくひさこうえん）は、福井県福井市に所在する福井県立の運動公園である。

## 概要
1950年（昭和25年）に県営幾久運動公園として開設されたが、1960年代後半に県域全体の総合運動公園として同じ福井市に福井運動公園が新規整備され、施設の老朽化も進んだことから1983年（昭和58年）に地区公園として整備された。テニスコート3面 、ゲートボール場2面などが設置されている。
福井県立歴史博物館に隣接し、コートの使用管理も同博物館が行っている。

## アクセス
- 北陸新幹線・ハピラインふくい線・えちぜん鉄道勝山永平寺線 福井駅から、京福バスの以下の系統に乗車。
  - 31系統（丸岡線（田原町経由））「幾久公園前」下車。
  - 38系統（大和田大学病院線）「県立歴史博物館前」下車。
  - すまいるバス 北ルート（田原・文京方面）「宮前町」下車。
- えちぜん鉄道三国芦原線 西別院駅より約750 m。
- 福井鉄道福武線 田原町駅より約900 ｍ。
- E8 北陸自動車道 福井北JCT・ICより 国道416号経由、約6km。
- E67 中部縦貫自動車道 松岡ICより 国道416号経由、約7km。

## 参考・脚注
1. ↑  幾久公園／福井／福ふくガイド